# Unités militaires françaises de Kaboul
Les unités militaires françaises de la Force internationale d'assistance et de sécurité en Afghanistan sont principalement concentrées autour de Kaboul, où est située la Région de Commandement - Capitale plus connue sous son nom anglais Regional Command Capital (RC-C), sous commandement français depuis août 2008. Ces unités comprennent la participation française à l'état-major du RC-C, un bataillon d'infanterie dit "BatFra", un bataillon de commandement et de soutien (BCS) et un détachement d'hélicoptères (DetALAT).
Depuis le 1er novembre 2009, les principales unités de combat ont été redéployées et sont placées sous le contrôle de la Brigade La Fayette.

## État-major duRegional Command Capital(RC-C)
Sous les ordres du général Marcel Druart depuis le 10 juillet 2009, l’état-major multinational du commandement régional de la capitale (RC-C) planifie et coordonne l’ensemble des opérations militaires de la coalition dans la région de Kaboul. Le RC-C est le premier des cinq commandements de la FIAS à avoir commencé le transfert de la responsabilité de la sécurité aux forces afghanes.
Ces dernières sont maintenant responsables de la quasi-totalité du secteur de la capitale, excepté l’aéroport et ses alentours, ainsi que le district de Surobi. L’état-major est en soutien de la police et de l’armée afghanes et fait conduire des patrouilles conjointes et des projets de coopération civilo-militaire.
L'état-major du R-C compte 135 personnes de 12 nationalités différentes, dont 85 français. Il dispose de trois bataillons : un italien dans le secteur Ouest, un turc dans le secteur Sud et un français (BatFra) dans le secteur Nord, district de Surobi.
Il est implanté sur le camp de Warehouse, situé à l’est de Kaboul.
Une compagnie du 53e régiment de transmissions a été désignée par pour fournir les moyens informations et de communications à l’état-major.

## Bataillon de commandement et de soutien
Le BCS coordonne et met en œuvre la chaîne logistique au profit du BATFRA et des unités françaises déployées hors de Kaboul (GTIA Kapisa, OMLT).
Le détachement santé qui arme le rôle 2 du RC-C est rattaché au BCS. Il délivre des soins chirurgicaux et médicaux aux troupes de la coalition, aux militaires afghans et à la population afghane.
Entre novembre 2008 et avril 2009, le BCS a effectué près de 140 convois vers toutes les emprises où sont stationnés des militaires français et parcouru plus de 180 000 km. Il a également chargé et déchargé 104 avions de fret, 24 avions militaires et fabriqué 40 tonnes de pain. En janvier 2009, le BCS a appuyé la traversée de Kaboul des convois de la force Spartan, composée de 2 000 soldats américains envoyés en renfort dans le Wardak et le Logar.
Le BCS compte 500 militaires. Il est aujourd'hui (juin 2009) constitué de différentes unités regroupées autour du 2e régiment du matériel de Bruz près de Rennes.
Commandants : 
- à compter du 14 avril 2009 = colonel Lasserre, chef de corps du 2e régiment du matériel (Bruz).
- de novembre 2008 au 14 avril 2009 = lieutenant-colonel Chapeu, chef de corps du 515e régiment du train (Brie)

## Bataillon d'infanterie français du RC-C (BatFra)

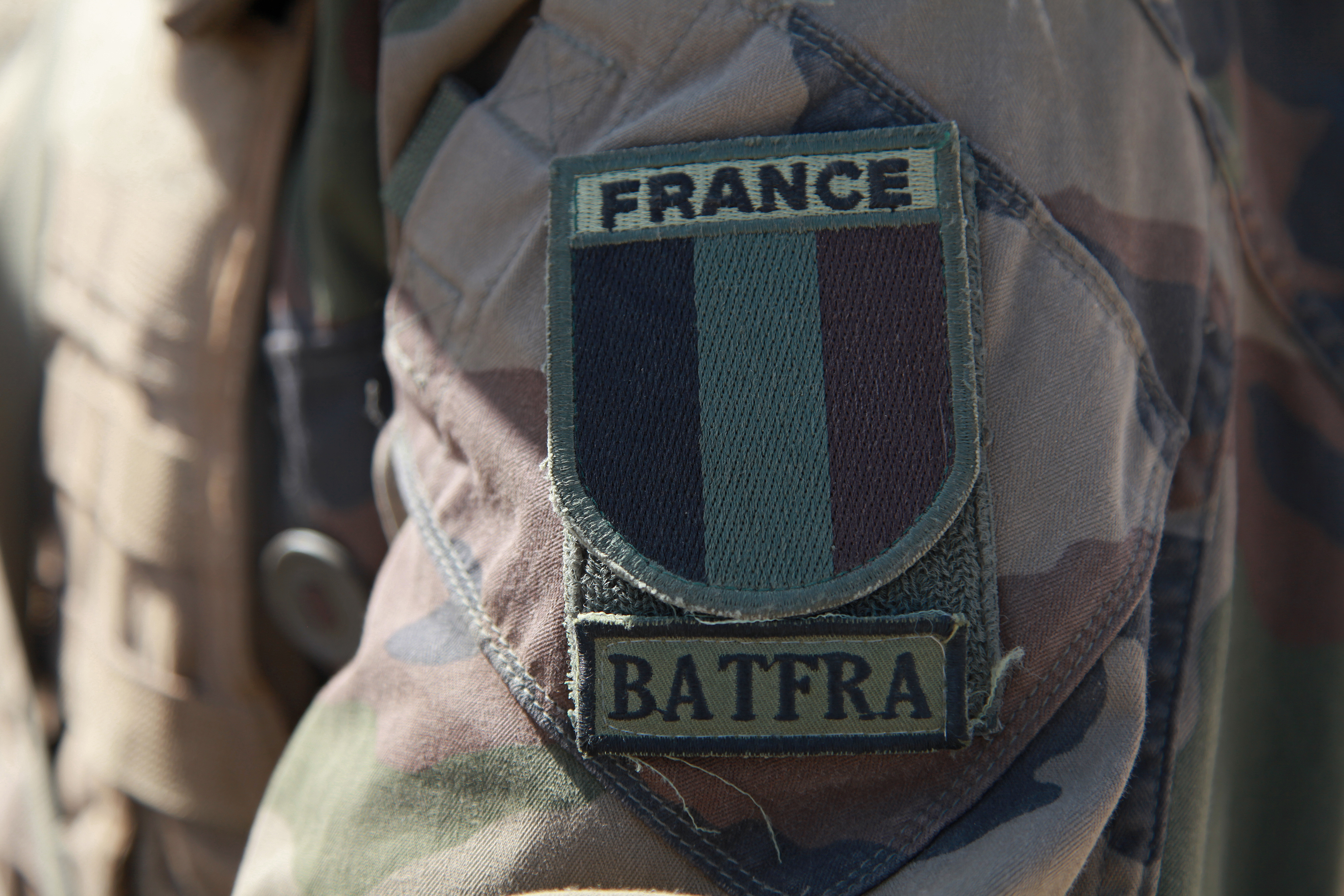
Insigne d'épaule du Bataillon Français.

Le bataillon français a été la plus grande unité du dispositif français en Afghanistan jusqu'au 1er novembre 2009 ou les principales unités ont été redéployées et sont placées sous le contrôle de la Brigade La Fayette. 
Il était implanté en partie sur le camp de Warehouse à Kaboul et en partie sur la Base opérationnelle avancée (FOB) de Tora (district de Surobi).
Il conduit des opérations de stabilité et de sécurisation dans les zones qui lui sont attribuées. Les unités du BATFRA mènent des actions à la fois préventives et dissuasives. Elles effectuent des patrouilles quotidiennes, à pied et en véhicule, au contact de la population afghane, tiennent des check-points en liaison avec la police afghane, assurent la surveillance des abords des points sensibles tel que l’aéroport. Le BATFRA contribue également à la sécurité de la population par la récupération et la destruction de munitions non explosées, tels que des obus ou des mines.
Le BATFRA compte près de 1000 militaires. Sa structure est celle d'un Groupement tactique interarmes (GTIA), dont le plus gros des effectifs est fourni par un régiment d'infanterie, dont le chef de corps est commandant du BatFra.
Il est actuellement (mandat Pamir XXII - depuis le 3 juillet 2009) armé par des unités de la 6e Brigade légère blindée (Nîmes), le BATFRA comprend une unité de commandement et de logistique, trois compagnies d’infanterie du 2e Régiment étranger d’infanterie, un escadron de recherche et d’investigation du 1er Régiment étranger de cavalerie (Orange), une compagnie du 1er Régiment étranger de génie (Nîmes) et une batterie d’appui mortiers du 3e Régiment d’artillerie de marine (Canjuers),.
Sa relève par un GTIA formé à base du 2e REI de Nîmes au mois de juillet 2009 est en cours.
Selon les informations officielles communiquées sur le format du GTIA (1 UCL, 3 Cie d'infanterie, 1 Cie Génie, 1 Escadron, 1 batterie), et les normes d'effectifs par unité (135 personnel par compagnie d'infanterie, 100 à 120 pour les autres, environ 150 pour l'UCL) et ce qui se fait couramment en OPEX (DL et détachements divers en sus des unités classiques), le GTIA a probablement vu sa taille passer de 800 à presque 1000 personnels. Cette augmentation n'a pas fait l'objet d'une communication officielle spéciale.

### Unités ayant armé le BatFra

#### Première période
- Mandat Pamir I : de janvier à mai 2002 : 21e RIMa
- Mandat Pamir II : de juin à septembre 2002 : 27e BCA
- Mandat Pamir III : d'octobre au 8 janvier 2003 = Commandé par le colonel de Courrèges d'Ustou, du 1/11 régiment de cuirassiers de Carpiagne
- Mandat Pamir IV : du 8 janvier 2003 au 8 mai 2003 = Commandé par le colonel Nuyttens, commandant le 2e régiment de dragons[11]
- Mandat Pamir V : de juin à septembre 2003 : 3e RPIMa = 3e Régiment de Parachutistes d'Infanterie de Marine, commandé par le colonel Jean François Hogard
- Mandat Pamir VI : du ? au 16 janvier 2004 = 1er Régiment de Tirailleurs. Commandé par le Colonel Lion, chef de corps du 1er Régiment de Tirailleurs
- Mandat Pamir VII : du 16 janvier 2004 au ? = 1er Régiment d'Infanterie de Marine, 3e Régiment d'artillerie de Marine, 6e Régiment de Génie. Commandé par le colonel Morel, chef de corps du 1er Régiment d'Infanterie de Marine
- Mandat Pamir IX : du ? au 2 février 2005 = Commandé par le colonel Richoux, chef de corps du 3e Hussards (REPFRANCE)[12]
- Mandat Pamir X : du 2 février 2005 au 6 juin 2005 = 2e REI et un élément de la 27e BIM, ainsi que des éléments de soutien du 511e RT, 2e GLCAT, 1er RMAT, DCSEA, et DCSSA. Commandé par le colonel de Reviers, chef de corps du 2e régiment étranger d'infanterie[13]
- Mandat Pamir XI : du 6 juin 2005 au 3 octobre 2005 = 35 régiment d'infanterie, un escadron 1er/2e régiment de chasseurs et un détachement du 19e régiment de génie. Commandé par le colonel Duffour, chef de corps du 35e RI[14],[15].
- Mandat Pamir XII : du 3 octobre 2005 au 7 février 2006 = Régiment de marche du Tchad (4e compagnie d'infanterie, section des forces avancées et une unité de commandement et de logistique), escadron de reconnaissance et d'investigation de la 2e Brigade Blindée et un détachement du 13e régiment du génie. Commandé par le colonel Thierry Ducret, chef de corps du Régiment de marche du Tchad[16].
- Mandat Pamir XIII : du 7 février 2006 au 5 juillet 2006 = 1er Régiment de hussards parachutistes (état-major, un escadron de reconnaissance et d'investigation et une unité de commandement et de logistique), 1er Régiment de chasseurs parachutistes (une compagnie d'infanterie) et un détachement du 17e Régiment de génie parachutiste. Commandé par le colonel Guillaume de Marisy, chef de corps du 1er Régiment de hussards parachutistes[17].

#### Deuxième période
Modification du mandat français, annoncé au sommet de l'OTAN de Riga les 28 et 29 novembre. Les troupes françaises de la FIAS pourront être déployées en dehors de la zone de Kaboul.
- Mandat Pamir XIV : du 5 juillet 2006 au ? = 1er /11ème Régiment de cuirassiers (état-major, escadron de reconnaissance et d'investigation et unité de commandement et de logistique), 126e Régiment d'infanterie (une compagnie) et un détachement du 32e Régiment de génie. Commandé par le colonel Pillet, chef de corps du 1er /11ème Régiment de cuirassiers[18].
- Mandat Pamir XV : du ? au 24 avril 2007 = 16e bataillon de chasseurs. Commandé par le colonel Seigle[19].
- Mandat Pamir XVI : du 24 avril 2007 au 18 septembre 2007 = 1er régiment de chasseurs parachutistes (état-major, une compagnie et unité de commandement et de logistique), escadron de reconnaissance et d'investigation du 1er RHP et détachement du 17e RGP[20]. Commandé par le colonel Collet. [arme également 1 OMLT avec les GCP]

#### Troisième période
Deuxième renforcement d'effectifs, qui sera annoncé le 3 avril 2008 au sommet de l’OTAN à Bucarest et contribution d'OMLT.
- Mandat Pamir XVII : du 18 septembre 2007 au 24 janvier 2008 = 13e bataillon de chasseurs alpins (état-major, une compagnie et unité de commandement et de logistique), escadron d’éclairage et d’investigation du 4e régiment de chasseurs et un détachement du 2e régiment étranger de génie. Commandé par le colonel Jean-François Morin[21]. [également releve de l'OMLT par GCM - préparatifs d'un 2e OMLT] - [28 décembre 2007 - arrivée de 2 nouvelles OMLT - proviennent de la 6e brigade légère blindée et de la 2e brigade logistique[22] - il s'agit des 3e et 4e OMLT[23]]
- Mandat Pamir XVIII : du 24 janvier 2008 au ? = 126e Régiment d'Infanterie (ERI du 1/11 Cuirassiers[24]). Commandé par le lieutenant-colonel Mallassinet[25].
- Mandat Pamir XIX : du ? au 17 septembre 2008 = Régiment de marche du Tchad (ERI 3°escadron du 12RC) (renforcé par une compagnie d'infanterie du 8e RPIMA basée à Surobi. C'est une section de cette compagnie, Carmin 2, qui a subi l'embuscade de Surobi). Commandé par le colonel de Cevins
- Mandat Pamir XX : du 17 septembre 2008 au 7 février 2009 = 3e régiment de parachutistes d'infanterie de marine (Carcassonne). Commandé par le colonel Perrin.
- Mandat Pamir XXI : du 7 février 2009 au 3 juillet 2009 = 1er régiment d’infanterie (Sarrebourg). Commandé par le colonel Franck Chatelus.

#### Quatrième période
Troisième renforcement d'effectifs, par substitution d'effectifs au sol supplémentaires en contrepartie du désengagement partiel de la task force 150.
- Mandat Pamir XXII : du 3 juillet 2009 à décembre 2009 = 2e régiment étranger d’infanterie (Nîmes). Commandé par le colonel Benoît Durieux. Passage du bataillon à trois compagnies d'infanterie (+ 1 Cie) et une compagnie complète du génie et une batterie complète d'artillerie.

## Détachement d'hélicoptères
Le Détachement d'hélicoptères est basé sur l’aéroport militaire de Kaboul. Initialement, il se composait de 2 Caracal, mais a été augmenté à la suite de l'embuscade de Surobi. Ce détachement interarmées comprend aujourd'hui les aéronefs suivants:
- 3 Eurocopter EC-725 Caracal de l'armée de l'air affectés au transport logistique ou de troupes, l’évacuation médicale, la recherche et le sauvetage, la reconnaissance et la surveillance. Ces hélicoptères transportent en permanence au moins 2 commandos et sont armés de mitrailleuses de sabord. Ils disposent d’une capacité tous temps, d’une caméra thermique avec télémètre laser et d’un identificateur ami/ennemi[26].

- 3 Gazelle Viviane, mise en place en octobre 2008. Ces appareils interviennent au profit des bataillons du Regional Command Capital (RCC) et des Operational Mentoring and Liaison Team (OMLT) françaises déployées dans le Wardak et le Logar. Depuis leur arrivée en Afghanistan, elles ont effectué environ 400 heures de vol, dont plus de 90 % de nuit.

- 3 Tigre, mise en place le 26 juillet 2009. Ces appareils interviennent au profit des bataillons du Regional Command Capital (RCC) et des Operational Mentoring and Liaison Team (OMLT) françaises déployées dans le Wardak et le Logar. L'hélicoptère Tigre HAP (Hélicoptère d'appui et de protection) servira dans des missions de reconnaissance armée, d'appui et d'intervention au profit des troupes de la coalition.

Leurs principales missions sont la reconnaissance armée, la surveillance et l’intervention. Grâce leur caméra thermique, les Gazelle fournissent un appui renseignement majeur à la force de jour comme de nuit. Lors de missions d’éclairage, de reconnaissance ou d’escorte, l’équipage de l’hélicoptère est en mesure, en restant à l’abri de l’obscurité et du relief, de détecter à longue distance toute présence humaine ou tout mouvement de véhicules. Les Gazelle peuvent évoluer jusqu’à 4 000 mètres d’altitude, voire 6 000 mètres dans certaines configurations. Leur dispositif de protection comporte, outre des sièges blindés, des détecteurs d’alerte radar et des lance-leurres. Selon les besoins de la force, ces hélicoptères peuvent être équipés du système d’arme HOT.
Les 21 pilotes et mécaniciens proviennent actuellement (février 2009) du 1er régiment d'hélicoptères de combat (1er RHC) de Phalsbourg. Les Tigres proviennent du 5e régiment d'hélicoptères de combat (5er RHC) de Pau.
- Un dispositif de maintenance spécial et autonome qui permet d'assurer la pleine capacité opérationnelle des 6 hélicoptères. Actuellement, les hélicoptères déployés en Afghanistan ont une disponibilité supérieure à 95 %[27].

- À partir de l'été 2009, le dispositif a été renforcé par l'envoi de 3 hélicoptères d'attaque EC-665 Tigre. Est encore planifié le renforcement de la capacité de transport par 2 hélicoptères de manœuvre AS-532 Cougar de l'Aviation légère de l'armée de terre[28]. En moins d'un an, les hélicoptères français seront passés de 2 à 11.